# Pies de Gato (película)
Pies de Gato es una película de melodrama mexicana de 1957, dirigida por Rogelio A. González y protagonizada por Luis Aguilar, Ariadna Welter, Fernando Casanova y Rita Macedo. Es la secuela de Los bandidos de Río Frío, exhibida un año antes, ambas basadas en la novela homónima de Manuel Payno. Esta película toma su nombre del apodo del personaje principal.

## Argumento
Debido a que la novela de Payno es bastante extensa, la primera película que conservó el título original se basó en la historia de amor de Juan Robreño y Mariana de Sauz que tiene lugar a principios del siglo XIX. El director filmó prácticamente al mismo tiempo la secuela Pies de Gato. La historia continúa cuando Marcos, el hijo de Juan Robeño alias “Rubén Cataño” o “Pies de Gato” se une a la banda de los Dorados.
Mariana, el amor de Juan, ha viajado con su padre, el conde del Sauz, a España, después de que ésta rehusó casarse con el marqués de Valle Alegre.  Decepcionado por la noticia, y a pesar de la petición que le hace su padre, don Remigio, Juan decide continuar su vida como bandido.  
Al asaltar la hacienda del barón de Randeport, los Dorados se encuentran con Amparo, la hija del marqués de Valle Alegre “Relumbrón”, Juan decide secuestrarla para pedir un rescate de 10 000 pesos en plata. El rescate es pagado, Marcos y Amparo se enamoran, al llevarla para su entrega, Marcos cae en una trampa con Relumbrón, quien propone hacer las paces con Juan para que los Dorados trabajen para él al 50% pues le cuenta que está formando un nuevo partido agrario que se pronunciará contra el gobierno. Por recomendación de Relumbrón, Marcos es reinstalado en el ejército. 
Evaristo, el asesino de Tules y antiguo militante de los Dorados, se ha convertido en capitán de rurales cambiando su nombre a “Pedro Sánchez”. Relumbrón quien conoce muy bien su pasado, le propone un trato a cambio de su silencio. Evaristo continúa realizando asaltos a las diligencias bajo las órdenes de Relumbrón, quien se ha decidido monopolizar el robo y acuñar moneda falsa. Relumbrón utiliza a Marcos para obtener documentos importantes que se encuentran en la casa del conde, para ello lo envía a conocer a Agustina, la sirvienta de Mariana. Agustina es feliz al entrevistarse con Marcos, pues no sabía nada de él desde que se había extraviado, con toda confianza le muestra una bóveda secreta en donde se encuentra un baúl con monedas de oro y joyas de gran valor y le pide que diga a su padre que la visite. Marcos quien confía en su futuro suegro, le cuenta los detalles de su visita.
Mediante engaños, Evaristo y Relumbrón penetran a la casa del conde, y tras ejecutar un robo parcial de las joyas y documentos, deciden asesinar a Agustina. Cuando Juan llega a casa del conde nadie abre la puerta, después de hablar con su hijo deciden entrar a la casa y descubren el cadáver de Agustina. Cuando la noticia llega a los periódicos, Relumbrón vuelve a engañar a Marcos y lo incrimina como asesino. El conde del Sauz y Mariana regresan a México, su diligencia es asaltada por Evaristo pero justo a tiempo Juan y los Dorados llegan al lugar para impedirlo. El conde perdona a Juan y le pide que salve la vida de su nieto, convencido de que no puede ser un asesino. Juan se entrevista directamente con el presidente y le cuenta la historia de Relumbrón. El presidente ordena la ejecución de Relumbrón y Marcos es liberado. Una boda doble se celebra al final de la trama.

## Reparto
- César del Campo
- Dagoberto Rodríguez
- Fernando Casanova como Marcos
- Emilio Garibay
- Prudencia Griffel como Agustina
- Miguel Ángel Ferriz
- Pepe Nava
- Carmen Manzano
- Georgina Barragán
- María de los Ángeles Loya
- José Pidal
- Enriqueta Reza
- Guillermo Álvarez Bianchi
- Manuel Vergara «Manver»
- Ariadna Welter como Amparo
- Berta Cervera
- José Chávez
- Rogelio Fernández
- Ernesto Finance
- Lupe Inclán
- José María Linares Rivas
- Rita Macedo como Mariana
- Alfredo Varela "Varelita" como licenciado Lamparilla
- Fernando Soto «Mantequilla»
- Luis Aguilar como Juan Robreño

## Producción
La música fue de Gonzalo Curiel y la fotografía estuvo a cargo de Raúl Martínez Solares. El productor fue Emilio Tuero y el diseño de producción fue de Francisco Marco Chillet. La escenografía la realizó Raúl Serrano y la fotografía Raúl Martínez Solares quien contó con la ayuda de Cirilo Rodríguez y Carlos Nájera. La edición estuvo a cargo de Carlos Savage.